# Hornostaje-Osada
Hornostaje-Osada – wieś w Polsce położona w województwie podlaskim, w powiecie monieckim, w gminie Mońki.
W latach 1975–1998 miejscowość administracyjnie należała do województwa białostockiego.

Osada powstała pod koniec XIX wieku jako osiedle przykoszarowe przy stacjonujących tu wojskach rosyjskich. Dyslokowano tu 62 Suzdalski Pułk Piechoty, który brał udział w walkach o Osowiec podczas I wojny światowej. Na terenie koszar znajdował się szpital wojskowy oraz prawosławny cmentarz grzebalny. Po zakończeniu I wojny światowej koszary carskie zostały rozebrane przez okoliczną ludność, a materiały budowlane (cegłę) wykorzystano m.in. do budowy kościoła Matki Boskiej Częstochowskiej i św. Kazimierza w Mońkach.